# Jaroslav Naď
Jaroslav Naď (ur. 21 marca 1981 w Nitrze) – słowacki polityk, dyplomata i analityk, poseł do Rady Narodowej, od 2020 do 2023 minister obrony.

## Życiorys
Ukończył studia na wydziale nauk politycznych i stosunków międzynarodowych Uniwersytetu Mateja Bela w Bańskiej Bystrzycy. Doktoryzował się na Akademii Sił Zbrojnych generała Milana Rastislava Štefánika w Liptowskim Mikułaszu. W latach 2004–2011 pracował na różnych stanowiskach w ministerstwie obrony, m.in. jako dyrektor biura sekretarza stanu i dyrektor generalny sekcji do spraw polityki obronnej. Później do 2013 związany z dyplomacją, kierował działem obrony w stałym przedstawicielstwie Słowacji przy NATO i UE. W 2013 został zastępcą dyrektora organizacji pozarządowej Globsec, a w 2016 dyrektorem założonego przez siebie instytutu „Slovenský inštitút pre bezpečnostnú politiku”, zajmującego się kwestiami dotyczącymi obronności i bezpieczeństwa.
Związał się z ugrupowaniem Zwyczajni Ludzie, stając się jego ekspertem w sprawach obronności. W 2018 uzyskał mandat radnego miejscowości Hrubá Borša, po czym objął stanowisko zastępcy burmistrza. W wyborach w 2020 został wybrany na deputowanego do Rady Narodowej. W marcu tego samego roku został ministrem obrony w nowo powołanym rządzie Igora Matoviča. Utrzymał tę funkcję również w utworzonym w kwietniu 2021 gabinecie Eduarda Hegera.
W marcu 2023 wraz z premierem i kilkoma innymi członkami rządu przystąpił do ugrupowania Demokraci. W maju tegoż roku zakończył sprawowanie urzędu ministra. W grudniu 2023 zastąpił Eduarda Hegera na funkcji przewodniczącego Demokratów.

## Odznaczenia
- Order Księcia Jarosława Mądrego II klasy (2022)[8]